# Дрейкфорд, Марк
Марк Дрейкфорд (англ. Mark Drakeford; род. 19 сентября 1954, Кармартеншир) — валлийский государственный и политический деятель. С 2018 по 2024 год являлся первым министром Уэльса и лидером валлийских лейбористов. Ранее работал в правительстве Уэльса секретарем кабинета министерства финансов с 2016 по 2018 год и министром здравоохранения и социальных служб с 2013 по 2016 год. В 2011 году впервые был избран членом парламента Уэльса от избирательного округа Кардифф-Вест.

## Биография
Родился в Кармартене в Западном Уэльсе. Изучал латинский язык в Кентском и Эксетерском университетах. С 1991 по 1995 год был лектором в Университетском колледже Суонси и в Кардиффском университете с 1995 по 1999 год. С 2003 по 2013 год был профессором социальной политики и прикладных социальных наук в Кардиффском университете.
В 2013 году первый министр Каруин Джонс назначил Марка Дрейкфорда в правительство Уэльса министром здравоохранения и социальных служб. Занимал должность секретаря кабинета министерства финансов с 2016 по 2018 год и министром по Brexit с 2017 по 2018 год. В 2018 году был избран на должность лидера Лейбористской партии Уэльса и первого министра. Руководил направлением в правительстве Уэльса по борьбе с пандемией COVID-19. В 2021 году на выборах в парламент Уэльса привёл валлийских лейбористов к получению 30 мест, что составляет большинство, и был повторно назначен первым министром.
Есть мнение, что Марк Дрейкфорд принадлежит к левому крылу Лейбористской партии («мяким левым» в традиции Майкла Фута). Когда был министром здравоохранения и социальных служб, стал единственным действующим членом кабинета министров в Великобритании, который поддержал Джереми Корбина в его стремлении стать лидером Лейбористской партии в 2015 году.